# Viktor Barvitius
Viktor Barvitius (28. března 1834 Praha-Malá Strana – 9. června 1902 Smíchov) byl český malíř, představitel moderního realismu a počátků impresionismu, teoretik umění, galerijní pracovník.

## Život
Byl nejmladší z devíti dětí pokladníka hrabat Buquoyů Andrease Barvitia (1782–1836) a jeho manželky Barbary, rozené Eggerové (1805–1874). Jeho nejstarší bratr Antonín Viktor Barvitius. byl architektem a designérem. Sestra Terezie (1826–1894) byla manželkou architekta Vojtěcha Ignáce Ullmanna.
V letech 1849 – 1855 studoval figurální malbu na Akademii výtvarných umění v Praze v ateliéru Christiana Rubena a Eduarda von Engertha. Jeho absolventským dílem byl obraz Bitva u Kresčaku.
Roku 1855 studoval umělecké sbírky ve Vídni, roku 1856 v Drážďanech a Lipsku. V letech 1857-1862 opakovaně pobýval v Mnichově, Augsburgu, Řezně, Norimberku, Bamberku, Berlíně a v Drážďanech. V letech 1862-1865 byl knihovníkem a korektorem malby na pražské Akademii. Roku 1865 získal roční stipendium do Paříže a byl studentem Thomase Couturea na Akademii Colarosi. Ve Francii zůstal do konce roku 1868 a nějaký čas setrval u Soběslava Pinkase v Cernay-la-Ville. Díky častým pobytům v zahraničí získal vynikající znalost evropského umění a roku 1885 byl pověřen instalací sbírek Společnosti vlasteneckých přátel umění v Rudolfinu. V letech 1877-1893 byl inspektorem Obrazárny Společnosti vlasteneckých přátel umění.
Spolu se svým bratrem Antonínem založil jako náhradu za zrušený malířský cech podpůrný umělecký Spolek sv. Lukáše. Dne 12. ledna 1878 se oženil s Gabrielou, rozenou Leichleitnerovou, ovdovělou šlechtičnou Haaseovou z Vranova (1846–1886). S ní měl dva syny a dvě dcery, dva synové z předchozího manželství manželky žili ve společné domácnosti.

### Galerie

Viktor Barvitius Bitva u Kresčaku (1858)
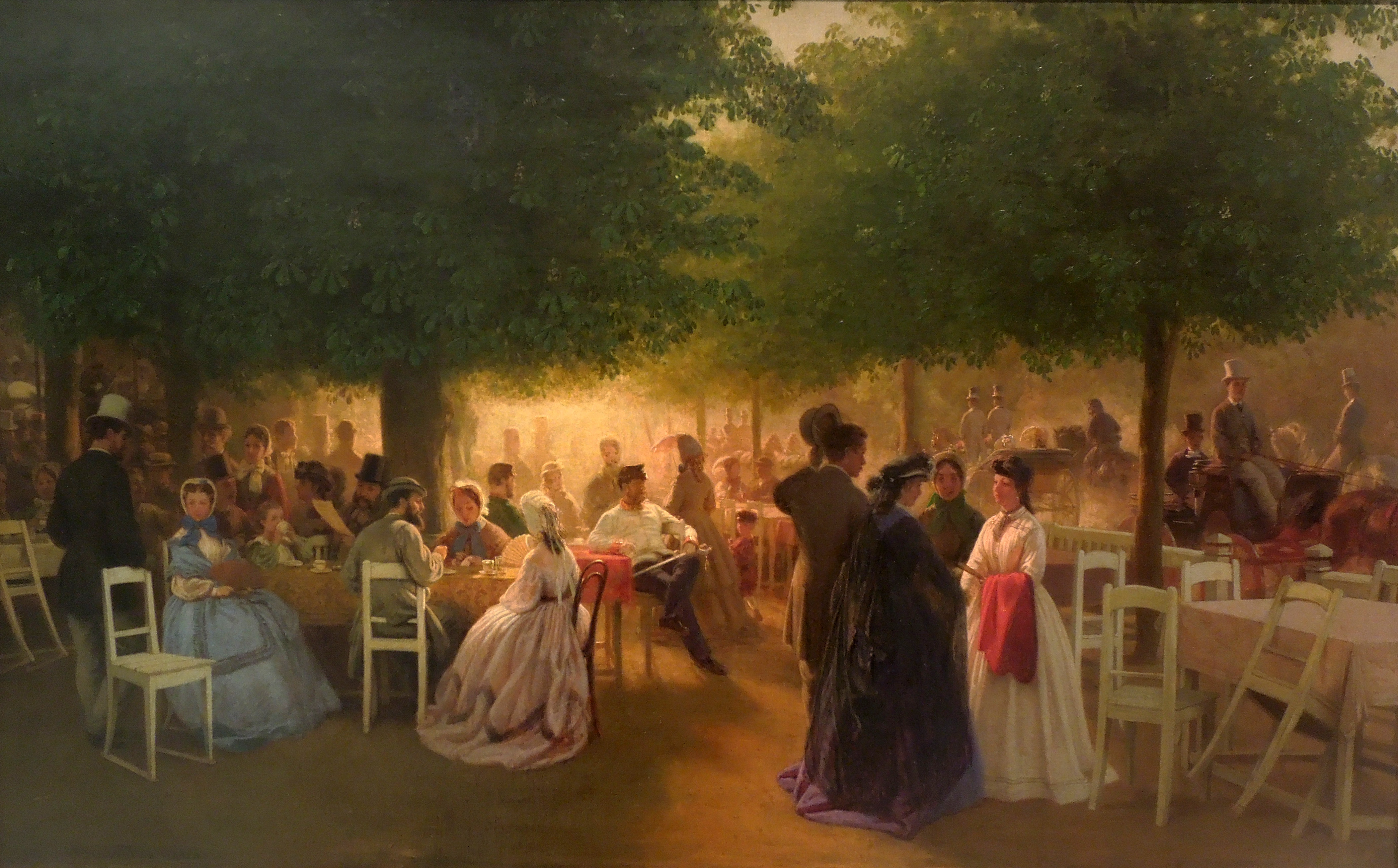
Viktor Barvitius Čtvrtek ve Stromovce (1865)
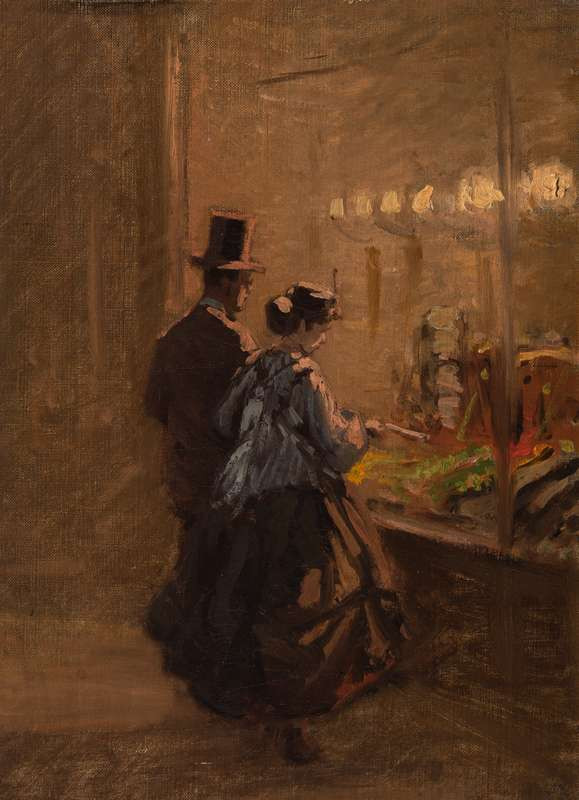
Viktor Barvitius Před obchodem (1866)
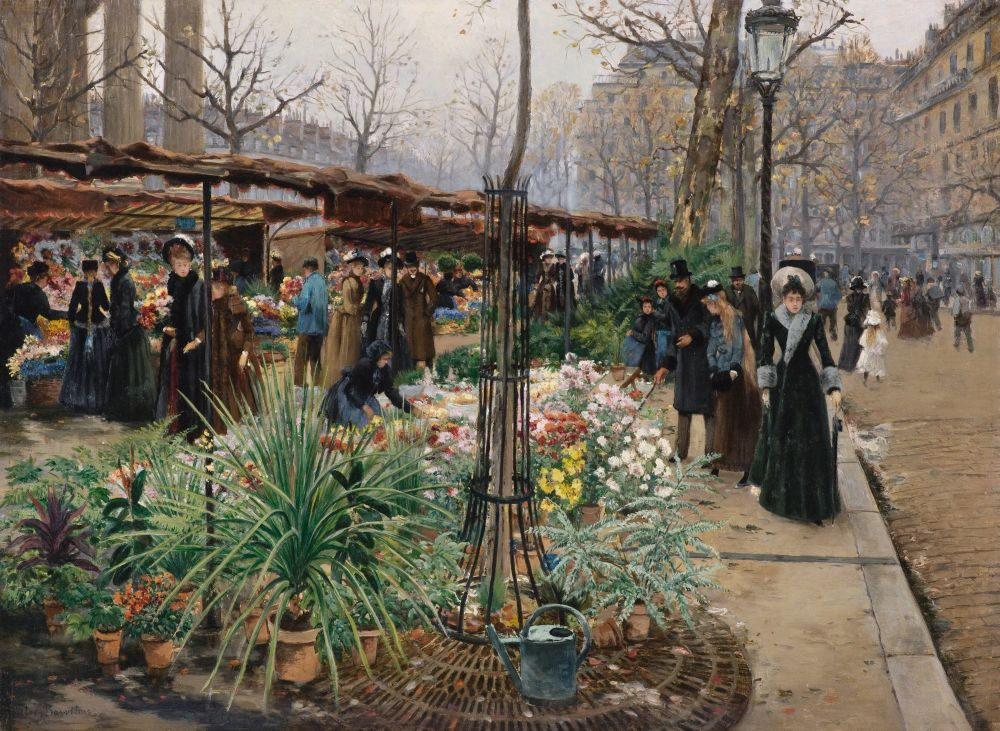
Viktor Barvitius Květinový trh na Place de la Madelaine v Paříži (1865-67)
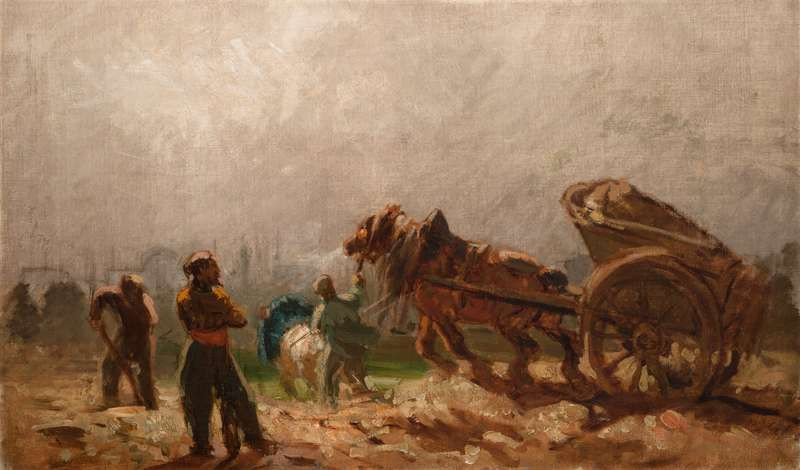
Viktor Barvitius Rumaři (1866-67)
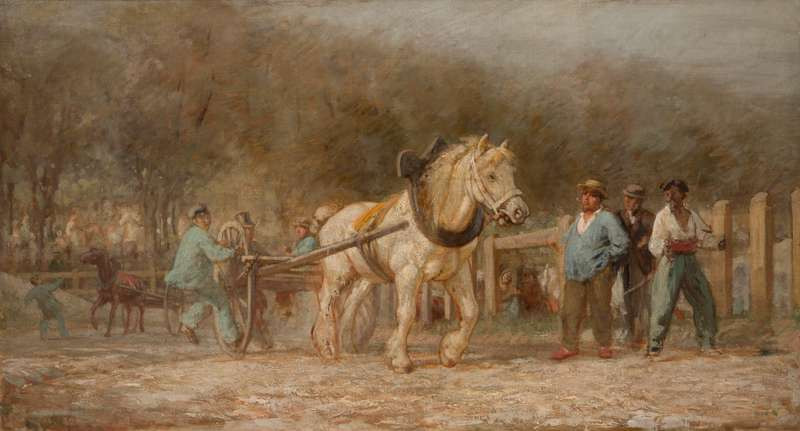
Viktor Barvitius Końský trh v Paříži (1867)
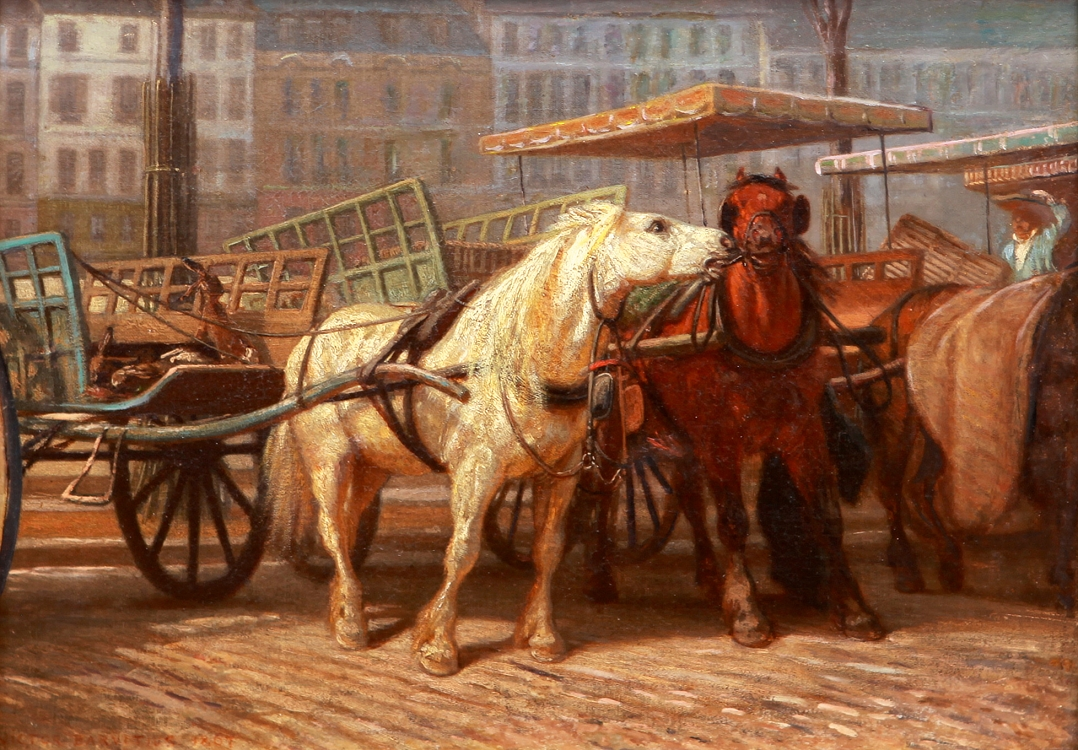
Viktor Barvitius Nábřeží s koňskými povozy (1867)